# Hybosorus
Hybosorus  (лат.) — род жуков из семейства гибосорид (Hybosoridae). Взрослые особи длиной 6—16 мм, окрашены в чёрные или бурые тона. Насчитывают 5 видов.

## Распространение
Представители рода обитают от Средиземноморья до Южной Африки, Дальнего Востока и Южной Азии. Наиболее широко распространены Hybosorus roei, также встречающиеся в Северной и Центральной Америке и на ряде островов Карибского бассейна, куда, по-видимому, непреднамеренно интродуцированы человеком. Ареалы остальных четырёх видов значительно у́же и, как правило, укладываются в пределы ареала Hybosorus roei. Hybosorus orientalis обитают от Пакистана до Явы, Hybosorus crassus и Hybosorus ruficornis — в Южной Африке, а Hybosorus laportei — в засушливых районах Центральной и Западной Африки.